# Gran Teatro de La Habana
El Gran Teatro de La Habana «Alicia Alonso», sede del Ballet Nacional de Cuba, es una de las principales instituciones culturales de la capital cubana y arquitectónicamente uno de los íconos de la ciudad. El actual edificio fue levantado para acoger la sede del Centro Gallego de La Habana y fue el recinto donde se tocó por primera vez la marcha del Himno gallego.

## Ubicación
El Gran Teatro está ubicado en Centro Habana sobre el Paseo de Martí, también conocido como el Paseo del Prado, esquina suroeste del bulevar peatonal San Rafael, en el lado oeste del Parque Central. Justo al lado de este monumento, se encuentra el famoso Capitolio de La Habana, cuyo elemento de expresión artística y  arquitectónica más característico y reconocido a nivel mundial es la cúpula que ostenta.

## Historia

### El Teatro Tacón
En 1834, el gobernador general Miguel Tacón y Rosique encargó la construcción de un teatro que tendría una mayor capacidad que el existente, el Teatro Principal, al lado de la Alameda de Paula. Encargado de la construcción del nuevo teatro llamado Teatro Tacón fue el empresario negrero catalán Francisco Martí y Torrens .
Este espacio público estaba ubicado en la manzana formada por las intersecciones de las actuales calles San Rafael, San José, Consulado y el Paseo de Martí, en La Habana. En sus inicios, fue nombrado Teatro Tacón en honor al capitán general Miguel de Tacón y Rosique, gobernador de Cuba entre los años 1834 y 1838.

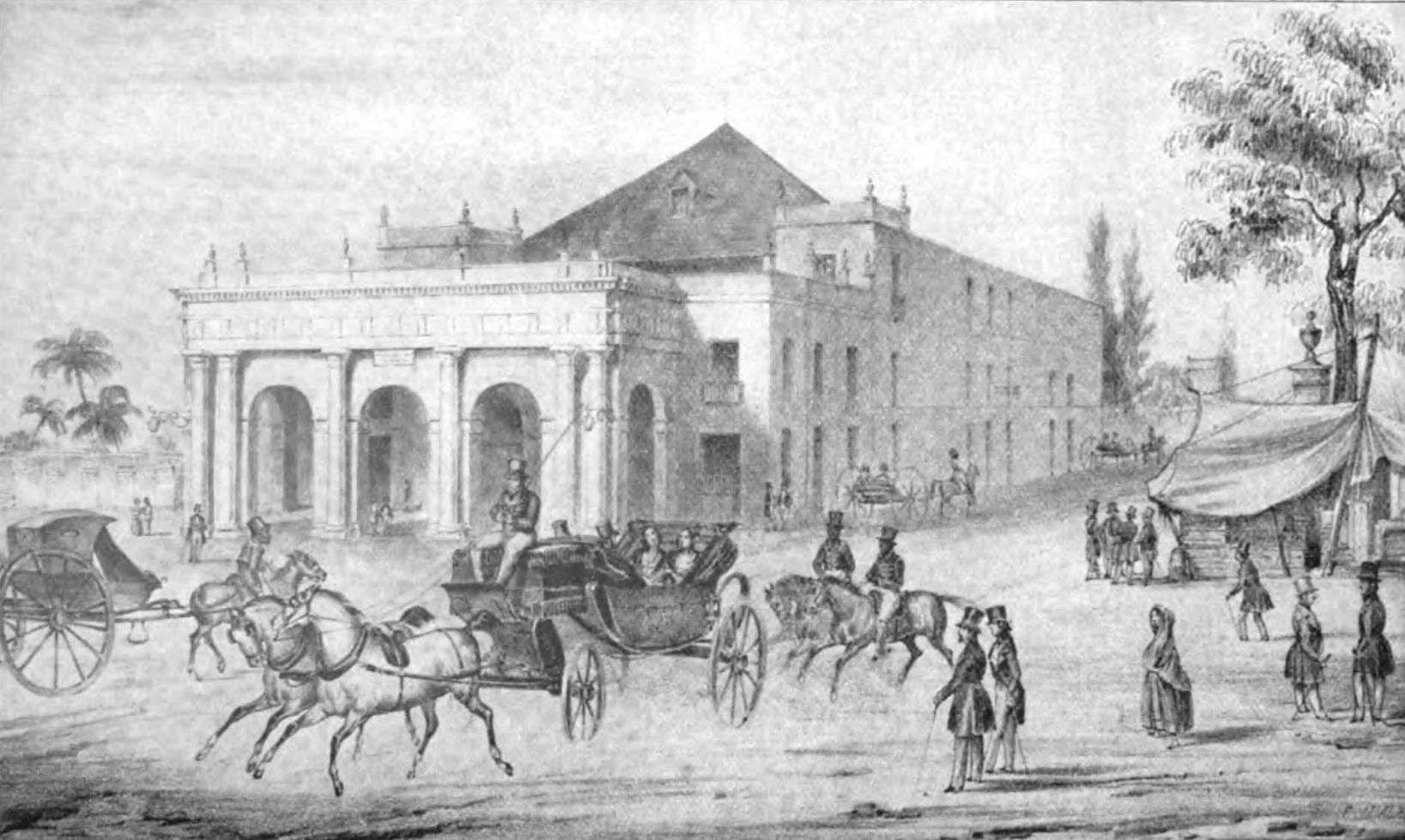
Vista del antiguo Teatro Tacón

Se inauguró el 28 de febrero de 1838, para la ocasión se dio un baile de carnaval en el aún inconcluso recinto; pero fue el 15 de abril de ese mismo año cuando quedó oficialmente inaugurado con la puesta en escena de la obra Don Juan de Austria, protagonizada por el famoso actor cubano Francisco Covarrubias, creador del teatro vernáculo nacional e iniciador del costumbrismo en la literatura cubana.El Teatro de Tacón fue obra del arquitecto Antonio Mayo, quien lo concibió con un estilo ecléctico predominante. Con 90 palcos, más de 20 filas y capacidad para recibir a unos dos mil espectadores, se convirtió en el escenario por excelencia de la aristocracia criolla.
En su época, el Tacón fue el teatro más grande y lujoso del continente americano; y por sus cualidades técnicas el tercero del orbe, después de la Scala de Milán y el de la Ópera de Viena.
Entre los artistas más significativos que actuaron en el teatro estuvieron las cantantes Jenny Lind, María Barrientos, Adelina Patti y Luisa Tetrazzini; las actrices Sarah Bernhardt y Eleonora Duse; los músicos Louis Moreau Gottschalk, Teresa Carreño, José White e Ignacio Cervantes; la ballerina Fanny Elssler y los intelectuales cubanos José Martí y Gertrudis Gómez de Avellaneda, coronada con laureles, en su gran sala, en 1860, por la poetisa cubana Luisa Pérez de Zambrana.

### El Centro Gallego de La Habana

En el Gran Teatro de La Habana se cantó por primera vez el Himno gallego en 1907.

El edificio actual fue inaugurado en 1914 y es obra del arquitecto belga Paul Belau.
El lugar fue adquirido, junto con los terrenos aledaños, por el Centro Gallego para edificar su Palacio Social en 1906. Construido en estilo neobarroco, tomó como modelo las construcciones del barroco europeo, por lo que abundan las tallas y esculturas en piedra.
En su fachada principal tiene cuatro grupos escultóricos en mármol blanco que representan alegorías de la Beneficencia, la Educación, la Música y el Teatro, obras de Giuseppe Moretti. Los elementos se colocaron de forma equilibrada, y los balcones, ventanas, cornisas, la proporción de sus torres y la unidad de las molduras logran un ritmo elegante.
En 1906, la Sociedad de Beneficencia de Naturales de Galicia compró el teatro primigenio, que sería demolido, y la manzana entera en la cual estaba ubicado, por 525.000 pesos. Entre 1907 y 1915 se construyó el edificio actual, con un costo de 1.8 millones de pesos, para albergar la sede del Centro Gallego de La Habana. El arquitecto, seleccionado en un concurso, fue el belga Paul Belau; la firma constructora Purdy & Henderson.
El complejo nuevo comprendió no solo el teatro, sino también dos salones de baile, un casino, salones de juegos, oficinas, caja de ahorros, tesorería, restaurantes, y cafés. El estilo es descrito como renacimiento español o francés, también con elementos del barroco.

## Instalaciones

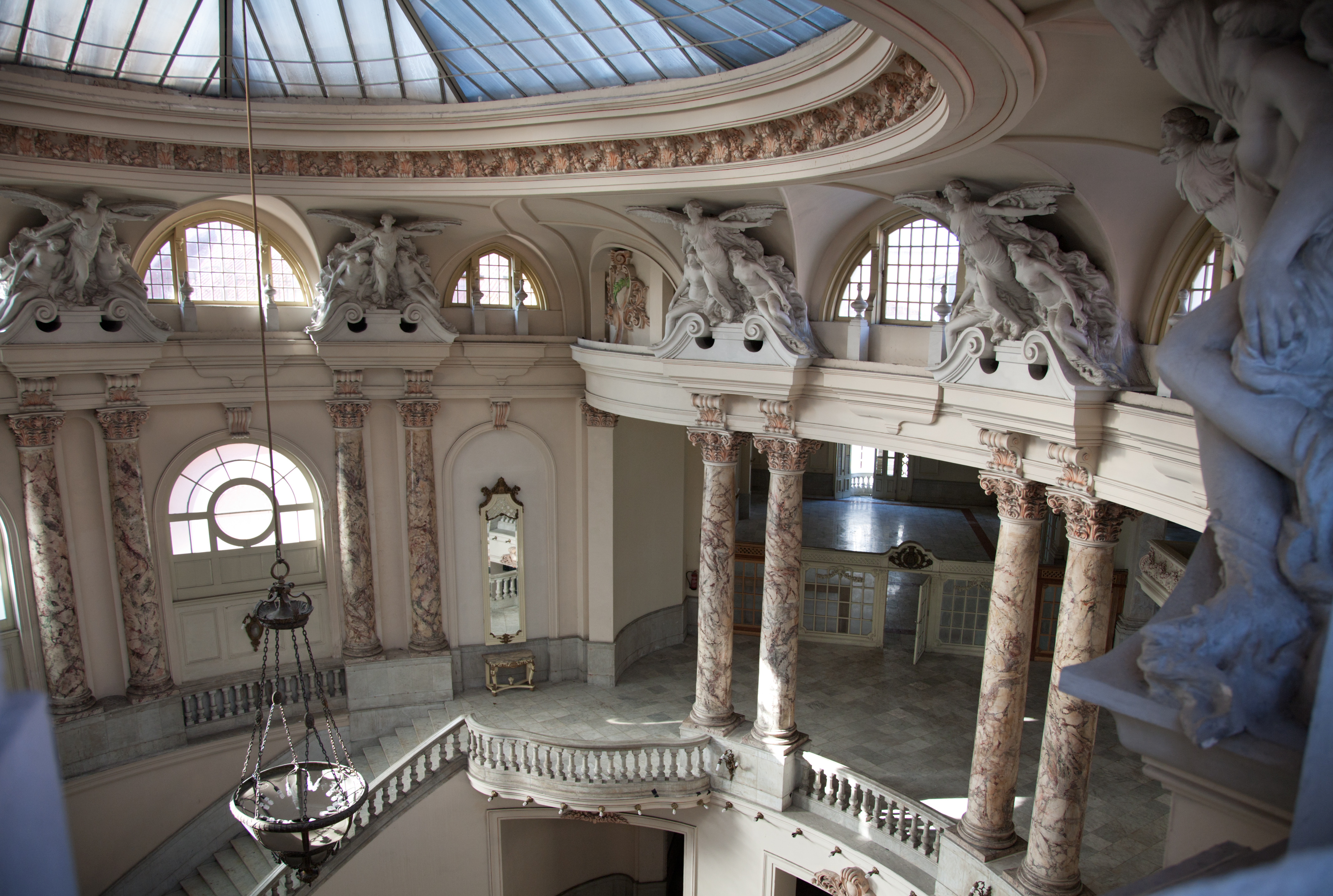
El vestíbulo y la gran escalinata.

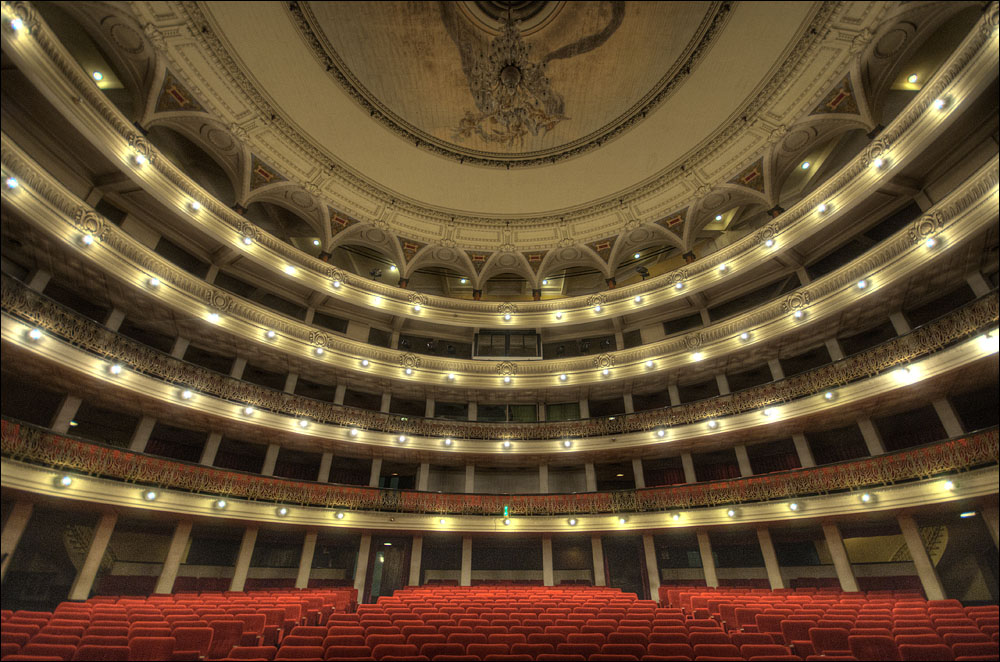
Sala García Lorca

La sala principal, llamada Federico García Lorca, tiene capacidad para 1500 personas, y es sede del Ballet Nacional de Cuba, además de albergar las temporadas de ópera ofrecidas por el Teatro Lírico Nacional. Cuenta con otras salas más pequeñas, como la Sala Lecuona, y espacios como el Café Adagio, donde se ofrecen recitales de música de cámara. Actualmente, el Gran Teatro de La Habana acoge las célebres funciones del Ballet Nacional de Cuba, bajo la dirección de la prima ballerina assoluta Alicia Alonso. Además, es sede del Festival Internacional de Ballet de La Habana, el cual constituye un acontecimiento en el mundo de la danza, donde se presentan bailarines del Royal Ballet de Londres, de la Scala de Milán, el New York City Ballet y del Ballet del Teatro Colón, de Argentina, entre otras grandes compañías del género.

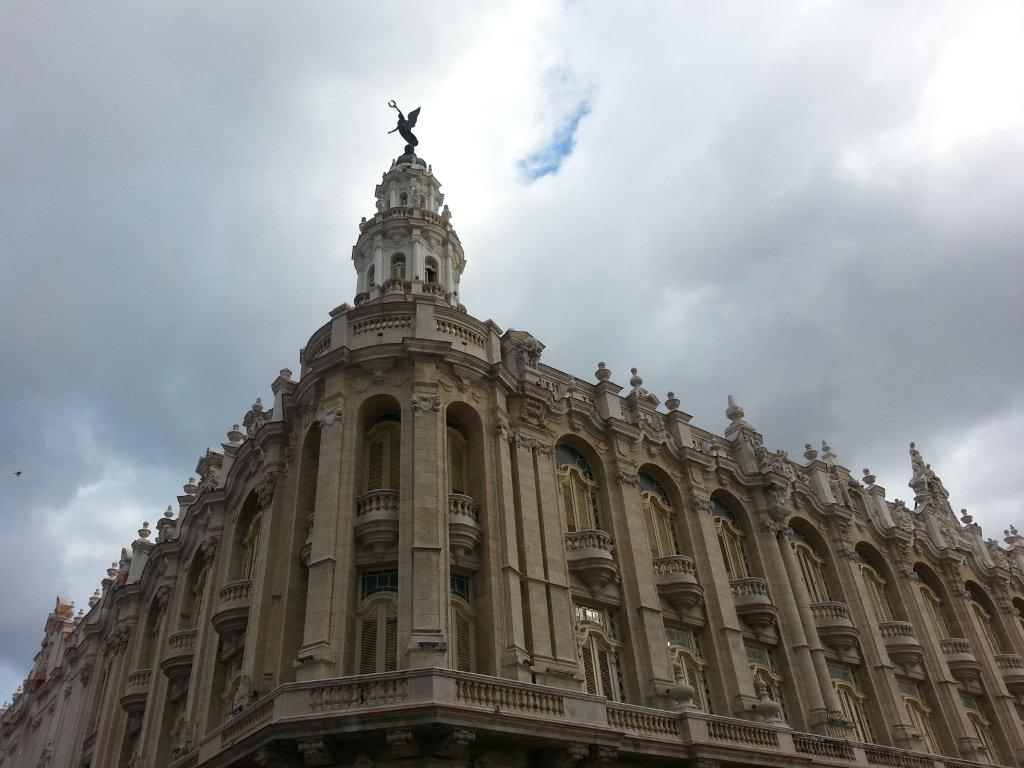
Gran teatro de La Habana visto desde la calle San José

En sus salas el público puede deleitarse con las temporadas del Centro Pro-Arte Lírico con sus programas de óperas, zarzuelas, operetas y conciertos; así como con las interpretaciones del Ballet Español de Cuba y del Centro de Promoción de la Danza (PRODANZA).
En septiembre de 2015, el Consejo de Estado de la República de Cuba acordó, con carácter excepcional y en reconocimiento a los aportes de la bailarina Alicia Alonso a la cultura cubana y universal, su amor a la Patria y fidelidad a la Revolución cubana, denominar el actual Gran Teatro de La Habana como Gran Teatro de La Habana «Alicia Alonso».

## Reparación (2013-2015)

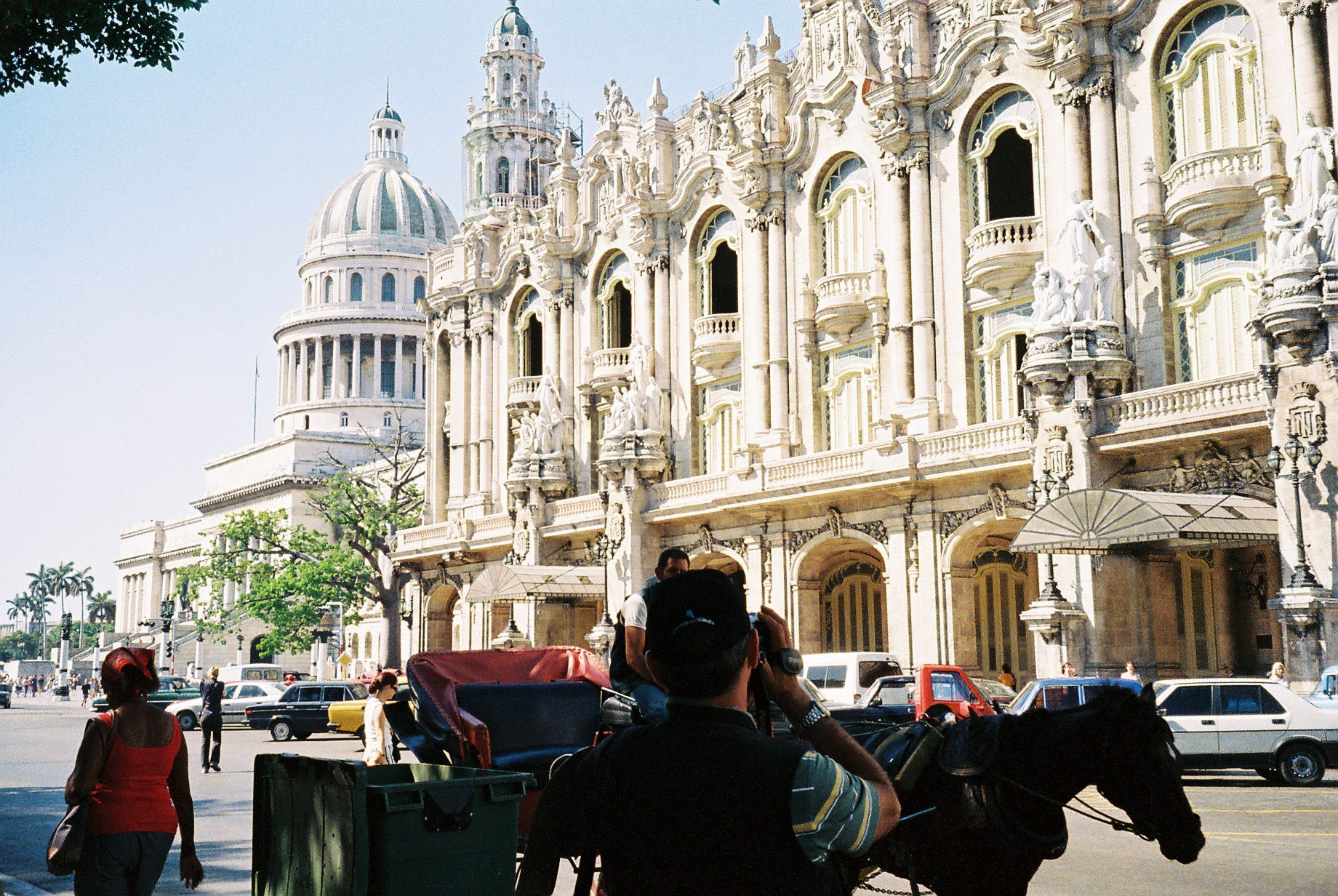
El Gran Teatro de La Habana, luego de la reparación.

El Gran Teatro de La Habana fue sometido a una reparación capital entre 2013 y 2015y reabrió sus puertas el 1 de enero de 2016.
El trabajo reconstructivo abarcó todo el inmueble. Fueron restaurados las fachadas, vestíbulos, palcos, cubierta y tabloncillo. Asimismo, se dotó al teatro con nuevo mobiliario, telones, sistema de climatización, acústica, mecánica escénica, salones de ensayos para los bailarines y la orquesta, un estudio de grabación y más de 20 camerinos y baños, muchos locales que antes existían en el inmueble y que no tenían que ver con el sistema de cultura fueron retirados.
El rescate fue total pero respetando la idea original, y los recursos tecnológicos empleados se han conjugado con el criterio de patrimonio que lo identifica.